# Colymbomorphini
Colymbomorphini is een tribus uit de familie van bladsprietkevers (Scarabaeidae). 